# Malherbe-sur-Ajon
Malherbe-sur-Ajon è un comune francese di nuova costituzione in Normandia, dipartimento del Calvados, arrondissement di Vire, costituito il 1º gennaio 2016 con la fusione dei comuni di Banneville-sur-Ajon e Saint-Agnan-le-Malherbe.